# Puerto Rico op de Olympische Zomerspelen 1972
Puerto Rico nam deel aan de Olympische Zomerspelen 1972 in München, West-Duitsland. Voor de zesde opeenvolgende keer werd geen medaille gewonnen.

## Deelnemers en resultaten

### Atletiek
| Olympiër                                                     | Discipline             | Resultaat | Prestatie                                         |
| ------------------------------------------------------------ | ---------------------- | --------- | ------------------------------------------------- |
| Luis Alers                                                   | 100m (m)               | 73e       | serie 1: 8ste in 11,09                            |
| Guillermo González                                           | 100m (m)               | 49e       | serie 7: 4de in 10,73                             |
| Jorge Vizcarrondo                                            | 100m (m)               | 57e       | serie 10: 6de in 10,79                            |
| Guillermo González                                           | 200m (m)               | 27e       | serie 4: 4de in 21,22 kwartfinale 1: 7de in 21,10 |
| Pedro Ferrer                                                 | 400m (m)               | 49e       | serie 4: 6de in 47,90                             |
| Tony Colón                                                   | 1500m (m)              | 39e       | serie 6: 7de in 3.44,6                            |
| Arnaldo Bristol                                              | 110m horden (m)        | 31e       | serie 1: 6de in 14,61                             |
| Julio Ferrer                                                 | 400m horden (m)        | 36e       | serie 4: 7de in 54,83                             |
| Luis Alers Guillermo González Pedro Ferrer Jorge Vizcarrondo | 4x100m (m)             | 23e       | serie 1: 5de in 41,34                             |
| Wilfredo Maisonave                                           | verspringen (m)        | 23e       | kwalificatie groep B: 9de met 7,58m               |
| Wilfredo Maisonave                                           | hink-stap-springen (m) | 28e       | kwalificatie groep B: 14de met 15,38m             |
| William Silen                                                | kogelslingeren (m)     | 28e       | kwalificatie groep B: 15de met 62,02m             |

### Basketbal
| Olympiër | Discipline | Resultaat | Prestatie |
| --- | ---------- | --------- | --- |
| Earl Brown Billy Baum Héctor Blondet Jimmy Thordsen Joe Hatton Mariano Ortiz Neftalí Rivera Raymond Dalmau Ricky Calzada Rubén Rodríguez Teo Cruz Mickey Coll | mannen     | 6e        | groep B: 4de W van Bondsrepubliek Duitsland: 81-74 W van Filipijnen: 92-72 W van Joegoslavië: 79-74 W van Senegal: 92-57 V van Sovjet-Unie: 87-100 V van Italië: 54-71 W van Polen: 85-83 5-8ste plek: W van Brazilië: 87-83 5-6de plek: V van Joegoslavië: 70-86 |

| Groep B |                          |             |             |             |            |            |            |        |
| #       | Land                     | Wedstrijden | Wedstrijden | Wedstrijden | Doelpunten | Doelpunten | Doelpunten | Punten |
| #       | Land                     | G           | W           | V           | V          | T          | Saldo      | Punten |
| 1       | Sovjet-Unie              | 7           | 7           | 0           | 639        | 479        | +160       | 14     |
| 2       | Italië                   | 7           | 5           | 2           | 547        | 471        | +76        | 12     |
| 3       | Joegoslavië              | 7           | 5           | 2           | 582        | 484        | +98        | 12     |
| 4       | Puerto Rico              | 7           | 5           | 2           | 570        | 531        | +39        | 12     |
| 5       | Bondsrepubliek Duitsland | 7           | 3           | 4           | 482        | 518        | -36        | 10     |
| 6       | Polen                    | 7           | 2           | 5           | 520        | 536        | -16        | 9      |
| 7       | Filipijnen               | 7           | 1           | 6           | 526        | 666        | -140       | 8      |
| 8       | Senegal                  | 7           | 0           | 7           | 405        | 586        | -181       | 7      |

| Ronde       | Datum   | Plaats                   | Land   | Score       | Land |
| ----------- | ------- | ------------------------ | ------ | ----------- | ---- |
| Groepsfase  |         |                          |        |             |      |
| 27 augustus | München | Bondsrepubliek Duitsland | 74-81  | Puerto Rico |      |
| 28 augustus | München | Puerto Rico              | 92-72  | Filipijnen  |      |
| 29 augustus | München | Puerto Rico              | 79-74  | Joegoslavië |      |
| 30 augustus | München | Puerto Rico              | 92-57  | Senegal     |      |
| 1 september | München | Sovjet-Unie              | 100-87 | Puerto Rico |      |
| 2 september | München | Italië                   | 71-54  | Puerto Rico |      |
| 3 september | München | Polen                    | 83-85  | Puerto Rico |      |
| 5-8ste plek |         |                          |        |             |      |
| 7 september | München | Brazilië                 | 83-87  | Puerto Rico |      |
| 5-6de plek  |         |                          |        |             |      |
| 9 september | München | Puerto Rico              | 70-86  | Joegoslavië |      |

### Boksen
| Olympiër           | Discipline  | Resultaat | Prestatie                                                             |
| ------------------ | ----------- | --------- | --------------------------------------------------------------------- |
| Wilfredo Gómez     | -51kg (m)   | 17e       | 1ste ronde: vrij 2de ronde: V van EGY Selim: 1-4                      |
| José Luis Vellón   | -57kg (m)   | 17e       | 1ste ronde: vrij 2de ronde: V van ARG Mario Ortíz: 1-4                |
| Luis Dávila        | -60kg (m)   | 33e       | 1ste ronde: V van FRA Bananier: 1-4                                   |
| Laudiel Negron     | -63,5kg (m) | 9e        | 1ste ronde: W van NGR Nwakpa: 4-1 2de ronde: V van JPN Shinohara: 0-5 |
| Nicolás Ortiz      | -67kg (m)   | 33e       | 1ste ronde: V van DEN Bøtcher: 2-3                                    |
| José Antonio Colón | -71kg (m)   | 17e       | 1ste ronde: vrij 2de ronde: V van ALG Hanmani: 0-5                    |

### Boogschieten
| Olympiër       | Discipline      | Resultaat | Prestatie                                                                            |
| -------------- | --------------- | --------- | ------------------------------------------------------------------------------------ |
| Ferdinand Vega | individueel (m) | 55e       | 1ste ronde: 55ste met 972 punten 2de ronde: 55ste met 982 punten totaal: 1954 punten |

### Judo
| Olympiër        | Discipline | Resultaat | Prestatie                                                                       |
| --------------- | ---------- | --------- | ------------------------------------------------------------------------------- |
| Roberto Pacheco | -63kg (m)  | 13e       | 1ste ronde: W van SEN Boissy: yusei-gachi 2de ronde: V van FRG Koppen: waza-ari |
| Gustavo Brito   | -70kg (m)  | 12e       | 1ste ronde: vrij 2de ronde: V van POL Zajkowski: waza-ari                       |
| Juan Marín      | -70kg (m)  | 19e       | 1ste ronde: V van USA Wooley: Tsuri-komi-goshi                                  |

### Schermen
| Olympiër          | Discipline | Resultaat | Prestatie |
| ----------------- | ---------- | --------- | --- |
| Roberto Levis     | degen (m)  | 41e       | 1ste ronde groep 4: 3de V van FRA Ladègaillerie: 4-5 W van LUX Schiel: 5-4 V van ARG Vergara: 4-5 W van ITA Saccaro: 5-3 2de ronde groep 1: 6de V van SWE Edling: 2-5 V van FRA Ladègaillerie: 2-5 V van LUX Schiel: 3-5 V van USA Masin: 4-5 |
| Roberto Maldonado | degen (m)  | 67e       | 1ste ronde groep 8: 6de V van URS Valetov: 0-5 V van FRA Brodin: 1-5 V van NOR Mørch: 0-5 G van HKG Elliott: 5-5 V van POL Janikowski: 4-5 |

### Schoonspringen
| Olympiër   | Discipline    | Resultaat | Prestatie                           |
| ---------- | ------------- | --------- | ----------------------------------- |
| Héctor Bas | 10m toren (m) | 31e       | 'voorronde: 31ste met 254,79 punten |

### Zeilen
| Olympiër                         | Discipline      | Resultaat | Prestatie                            |
| -------------------------------- | --------------- | --------- | ------------------------------------ |
| Lee Gentil                       | finn            | 26e       | 175,7 punten: (35-14-6-27-29-DNF-29) |
| Juan R. Torruella José Rodríguez | flying dutchman | 27e       | 179,0 punten: (27-26-28-22-26-22-20) |
| John Garry Hoyt Hovey T. Freeman | tempest klasse  | 16e       | 114,0 punten: (13-16-14-10-7-DSQ-18) |

Afghanistan · Albanië · Algerije · Amerikaanse Maagdeneilanden · Argentinië · Australië · Bahama's · Barbados · België · Bermuda · Birma · Bolivia · Bondsrepubliek Duitsland · Brazilië · Brits-Honduras · Bulgarije · Canada · Ceylon · Chili · Colombia · Congo-Brazzaville · Costa Rica · Cuba · Dahomey · Denemarken · Dominicaanse Republiek · Duitse Democratische Republiek · Ecuador · Egypte · El Salvador · Ethiopië · Fiji · Filipijnen · Finland · Frankrijk · Gabon · Ghana · Griekenland · Groot-Brittannië · Guatemala · Guyana · Haïti · Hongarije · Hongkong · Ierland · IJsland · India · Indonesië · Iran · Israël · Italië · Ivoorkust · Jamaica · Japan · Joegoslavië · Kameroen · Kenia · Khmerrepubliek · Koeweit · Lesotho · Libanon · Liberia · Liechtenstein · Luxemburg · Madagaskar · Malawi · Maleisië · Mali · Malta · Marokko · Mexico · Monaco · Mongolië · Nederland · Nederlandse Antillen · Nepal · Nicaragua · Nieuw-Zeeland · Niger · Nigeria · Noord-Korea · Noorwegen · Oeganda · Oostenrijk · Opper-Volta · Pakistan · Panama · Paraguay · Peru · Polen · Portugal · Puerto Rico · Roemenië · San Marino · Saoedi-Arabië · Senegal · Singapore · Soedan · Somalië · Sovjet-Unie · Spanje · Suriname · Swaziland · Syrië · Taiwan · Tanzania · Thailand · Togo · Trinidad en Tobago · Tsjaad · Tsjecho-Slowakije · Tunesië · Turkije · Uruguay · Venezuela · Verenigde Staten · Vietnam · Zambia · Zuid-Korea · Zweden · Zwitserland